# Prassifane di Mitilene
Prassifane di Mitilene (in greco antico: Πραξιφάνης?, Praxiphánes; Mitilene, III secolo a.C. – ...) è stato un filosofo peripatetico ed erudito greco antico attivo nella prima metà del III secolo a.C.

## Biografia
Nativo di Mitilene, visse per lungo tempo a Rodi.
Secondo Diogene Laerzio, suo discepolo sarebbe stato anche il filosofo Epicuro, che però nei suoi scritti afferma esplicitamente di essere stato insegnante di se stesso, rigettando l'insegnamento del grammatico di Lesbo; suo allievo fu anche il poeta Callimaco, ma in seguito dovette schierarsi sul fronte opposto nella polemica letteraria da questi condotta contro la poesia epica, e per la quale il suo principale avversario fu Apollonio Rodio.

## Opere
In campo filosofico Prassifane fu allievo di Teofrasto e appartenne alla scuola peripatetica, occupandosi di ricerche poetiche e critico-letterarie. Secondo un papiro egizio pubblicato come Scholia Fiorentina, Prassifane sarebbe stato uno dei destinatari dell'invettiva di Callimaco contro i suoi avversari, definiti con l'appellativo di "telchini", contenuta nel prologo degli Aitia.
Scrisse, secondo le citazioni degli antichi, un trattato Sulle poesie (Περί ποιημάτων), mentre Marcellino cita un'opera Περί ιστορίας (Sulla storia), il cui unico frammento parla della corte di Archelao di Macedonia, in cui trovarono ospitalità anche Euripide ed Agatone. Altri quattro frammenti si occupano di glossografia, con commenti e spiegazioni ad espressioni rare od oscure di poeti, specialmente Su Omero.